# Symbian OS
Symbian OS este un sistem de operare destinat telefoanelor mobile, produs de Symbian Ltd.. Este descendent a Psion EPOC și ruleaza exclusiv pe procesoarele ARM. Symbian a fost primul sistem de operare mobil, și care a utilizat aceași interfață pentru mai mulți ani. Acest sistem de operare a fost realizat prin colaborarea mai multor companii printre care Nokia, Ericsson, Motorola și Psion.
În momentul de fața Symbian este deținut de Ericsson (15.6%), Nokia (47.9%), Panasonic (10.5%), Samsung (4.5%), Siemens AG (8.4%), și Sony Ericsson (13.1%).

## Design
Symbian este structurat la fel ca multe alte sisteme de operare desktop pe multitasking, multithreading, și memory protection.
Avantajul major al sistemul de operare Symbian este faptul că a fost realizat pentru dispozitive mobile, cu resurse limitate, care pot rula luni de zile.

## Istorie
În 1980, compania Psion a fost fondată de David Potter.
EPOC16. Psion a lansat PDA-urile Series 3 între 1991 și 1998 care foloseau ca sistem de operare EPOC16, cunoscut și sub numele de SIBO.
EPOC OS Releases 1–3. PDA-urile Psion Seria 5 foloseau primele versiuni ale sitemului de operare EPOC32.
EPOC Release 4. Oregon și Geofox au fost lansate utilizând ER4.
EPOC Release 5 același cu Symbian OS v5. Psion Seria 5mx, Psion Seria 7, Psion Revo, Psion Netbook, natPad, Ericsson MC218 au fost lansate în 1999 având ca sistem de operare ER5.
ER5u același cu Symbian OS v5.1. Primul telefon, Ericsson R380 a fost lansat în 2000 folosind ER5u (u = Unicode).
Symbian OS v6.0 și v6.1. Uneori numit ER6. Primul telefon având ca sistem de operare Symbian, Nokia 9210, a fost lansat cu Symbian 6.0.
Symbian OS v7.0 și v7.0s. Prima dată folosit in 2003. Aceasta a fost o lansare importantă deoarece apare in toate interfețele contemporane regăsindu-se în UIQ (Sony Ericsson P800, P900, P910, Motorola A925, A1000), Seria 80 (Nokia 9300, 9500), Seria 90 (Nokia 7710) și S60 (Nokia 6600, 7310).
În 2004 apare primul vierme pentru telefoanele mobile cu Symbian, Caribe (numit și Cabir), care folosea Bluetooth-ul pentru a infecta și telefoanele din preajma.
Symbian OS v8.0. Prima implementare a lui pe un telefon mobil a avut loc in 2004 având unul dintre avantaje folosirea a doua module kernel (EKA1 și EKA2).
Symbian OS v9.0. A marcat sfarșitul drumului pentru EKA1.
Symbian OS v9.1 a fost lansat in 2005. Include multe noi standarde de securitate. S60 3rd Edition de la Nokia au Symbian 9.1 ca sistem de operare. Sony Ericsson a echipat M600i și P990 cu Symbian v9.1.
Symbian OS v9.2 a fost lansat în primul sfert al anului 2006. Are suport pentru Bluetooth 2.0. S60 3rd Edition Feature Pack 1 de la Nokia au Symbian v9.2.
Symbian OS v9.3 lansat pe 12 iulie 2006. Upgrade-ul include suport pentru Wifi, HSPDA și limba vietnameza.
Symbian OS v9.4 a fost lansat pe 02 octombrie 2008. Aplicațiile rulează cu 75% mai rapid față de versiunea anterioară. În plus, este oferit suport SQL prin SQLite. Este folosit de Samsung i8910 Omnia HD, Nokia N97, Nokia 5800 XpressMusic, Nokia 5530 XpressMusic, Nokia 5230 si Sony Ericsson Satio. Este cunoscut și ca S60 v5, pentru că vine însoțit de această interfață grafică.
Lipsa suportului pentru procesoarele de generație mai nouă, a unui software real, și apariția iOS și mai ales a Android-ului au dus la dispariția acestui sistem de operare.

## Software open source pentru Symbian 9.1
Următoarele programe open source au fost rescrise pentru Symbian 9.1:

### Utilitare
- Putty
- Internet Radio Arhivat în 4 februarie 2007, la Wayback Machine.
- Ruby Programming Language
- SymTorrent[nefuncțională – arhivă]
- Symella Arhivat în 4 septembrie 2006, la Wayback Machine.
- Python interpreter
- Apache HTTP Server

### Emulatoare de jocuri
- - vNes Arhivat în 2 februarie 2007, la Wayback Machine. (Nintendo Entertainment System / NES emulator)
  - vSun Arhivat în 2 februarie 2007, la Wayback Machine. (Super Nintendo Entertainment System / SNES emulator)
  - vBoy Arhivat în 4 februarie 2007, la Wayback Machine. (Game Boy / GB - Game Boy Color / GBC emulator)